# فوكوزاوا يوكيتشي
فوكوزاوا يوكيتشي (باليابانية: 福澤 諭吉) (فوكوزاوا هو اسم العائلة) (10 يناير 1835 - 3 فبراير 1901) كان كاتبًا يابانيًّا، أستاذًا ومترجمًا وسياسيًّا. أسس جامعة كيئو أول جامعة في اليابان.
كان فوكوزاوا من أوائل المناصرين للإصلاح في اليابان، إذ تركت أفكاره حول تنظيم الحكومة وهيكل المؤسسات الاجتماعية انطباعًا دائمًا على اليابان التي تغيرت بسرعة خلال فترة مييجي. طُبعت صورته على الورقة النقدية ذات القيمة 10000 ين ياباني.

## سيرته
ولد يوكيتشي لعائلة منخفضة الترتيب في طبقة الساموراي من عشيرة أوكودايرا في ناكاتسو، محافظة أويتا عام 1835. كانت عائلته فقيرة بعد وفاة والده وفي عمر 14 عاما دخل يوكيتشي مدرسة هولندية. في عام 1853 طلب أخوه الأكبر منه السفر إلى ناغاساكي حيث كانت مستعمرة هولندية قد أنشأت، ونصحه بتعلم اللغة الهولندية لعله يتعلم كيفية تصنيع الأسلحة والمدافع الأوروبية. في ناغاساكي لمع نجم يوكيتشي في ناغاساكي على نجم أستاذه أوكوداير إكي ولهذا خطط أوكوداير للتخلص من يوكيتشي في ناغاساكي فأوصل له رسالة ملفقة على أن أمه مريضة وأن عليه العودة إلى بلدته. إلا أن يوكيتشي اكتشف كذب القصة وخطط للرحيل إلى إيدو لإكمال دراسته التي لا يستطيع إكمالها في بلدته، إلا أن والدته طلبت منه البقاء وأن يدرس في مدرسة تيكيجوكو. درس يوكيتشي في تيكيجوكو لمدة ثلاث سنوات وأصبح متمكنا من اللغة الهولندية، وعين المدرس الرسمي لنطاق عائلته ثم أرسل إلى طوكيو لتدريس إقطاعيي الأسرة هناك.
في العام التالي لوصوله إلى طوكيو فتحت اليابان ثلاث موانئ للسفن الأمريكية والأوروبية فذهب يوكيتشي إلى كاناغاوا لمقابلة الأجانب. إلا أنه صدم عندما اكتشف أن التجار الأوروبيون يتكلمون الإنكليزية وليس الهولندية إلا أنه في ذلك الوقت كان مترجموا اللغة الإنكليزية اليابانية قلائل والمعاجم غير متوافرة لذا كانت دراسته تتقدم ببطء.

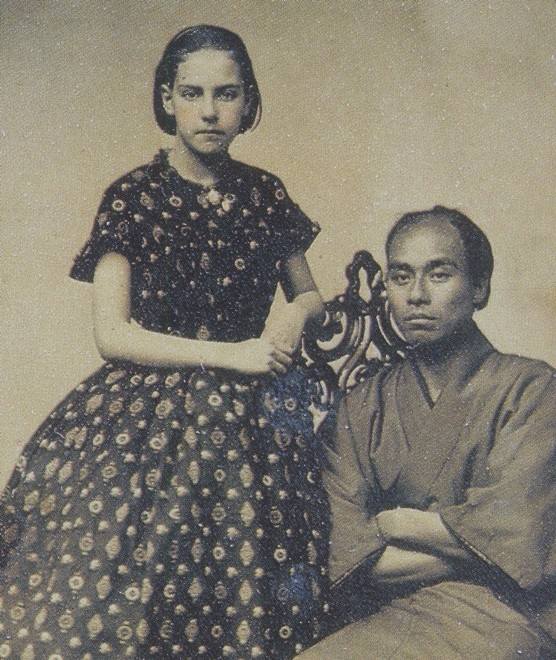
صورة يوكيتشي مع الفتاة الأمريكية في سان فرانسيسكو

عندما قرر الشوغون إرسال مبعوث إلى الولايات المتحدة تتطوع فوكوزاوا في خدمة المبعوث. وصلت البعثة إلى سان فرانسيسكو عام 1860 وبقيت هناك لمدة شهر تمكن أثنائها يوكيتشي من أخذ صورة مع فتاة أمريكية (وكانت الصورة من أشهر الصور في التاريخ الياباني) وكذلك حصل على معجم وبستر بدأ به دراسة اللغة الإنكليزية بشكل جدي.

## الحركات السياسية
عند عودته في عام 1860، أصبح فوكوزاوا مترجمًا رسميًا لشوغونية توكوغاوا.أصدر بعد ذلك بفترة وجيزة أول عمل له، والذي كان عبارة عن قاموس إنجليزي-ياباني أطلق عليه «كاي تسوجو» (Kaei Tsūgo) والذي كان بداية لسلسلة كتبه اللاحقة. في عام 1862، زار أوروبا باعتباره واحدًا من مترجمَيْن للغة الإنجليزية في أول سفارة يابانية في أوروبا. خلال فترة مكوثه هناك، أجرت السفارة مفاوضات مع فرنسا وإنجلترا وهولندا وبروسيا وروسيا. حاولت السفارة دون جدوى التفاوض مع روسيا بشأن الطرف الجنوبي من جزيرة سخالين (محافظة كارافوتو باليابانية) التي تعد خلافًا قديمًا بين البلدين.
دفعت المعلومات والخبرات التي حصل عليها فوكوزاوا خلال رحلاته إلى تأليف عمله الشهير «الشؤون الغربية» (باليابانية: 西洋事情)، والذي نشره في عشرة مجلدات في 1867 و1868 و1870، يصف فيها الثقافة والمؤسسات الغربية بمصطلحات بسيطة وسهلة الفهم، ما أدى إلى أن تصبح أكثر الكتب مبيعًا على الفور، وسرعان ما نُظر إلى فوكوزاوا على أنه الخبير الأول في الحضارة الغربية، ما دفعه إلى استنتاج أن مهمته في الحياة كانت تثقيف مواطنيه بطرق جديدة في التفكير من أجل تمكين اليابان من مقاومة الإمبريالية الأوروبية.
في عام 1868 قام بتغيير اسم المدرسة التي أنشأها لتعليم اللغة الهولندية إلى كيو جيكو (Keio Gijuku)، ومنذ ذلك الحين كرس كل وقته للتعليم، وأضاف الخطابة العامة إلى مناهج النظام التعليمي. وررغم أن هذه المدرسة أسست لتكون متخصصة بالدراسات الغربية، إلا أنها توسعت وأنشأت أول كلية جامعية لها في عام 1890 تحت اسم جامعة كيو جيكو Keio-Gijuku، وأصبحت رائدة في التعليم العالي الياباني.
بعد عودته عام 1860 أصبح يوكيتشي المترجم الرسمي لحكومة توكوغاوا. في فترة قصيرة أخرج أول كتبه للطبع وكان قاموس ياباني إنكليزي بعنوان كايه تسوغو مترجم من قاموس صيني إنكليزي والذي كان الفاتحة لكتب متعددة بعدها.
كان فوكوزاوا أيضًا مدافعًا قويًا عن حقوق المرأة، وغالبًا ما تحدث لصالح المساواة بين الأزواج والزوجات، وتعليم الأبناء والبنات على حد سواء، وكذلك حب البنات والأبناء على حد سواء. وفي الوقت نفسه، لفت الانتباه إلى الممارسات الضارة مثل عدم قدرة المرأة على التملك باسمها، والضيق الأسري الذي يحدث عندما يتخذ الرجال المتزوجون عشيقات خارج إطار الزواج.

## أعماله

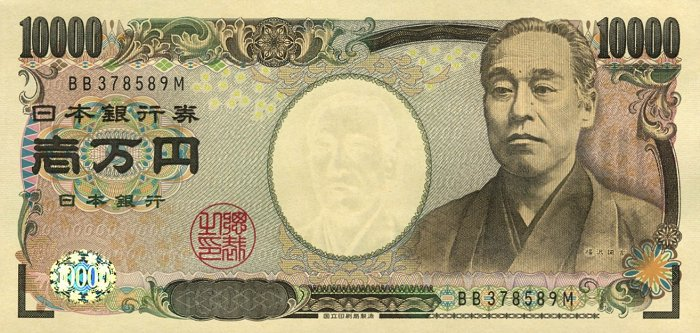
صورة فوكوزاوا على فئة الـ 10000 ين ياباني.

كانت معظم أعمال يوكيتشي في فترة ميجي حيث نشر سبعة عشر جزءا من كتاب "التشجيع على الدراسة"، حيث وضح في هذه الكتب ضرورة إتاحة فرص التعلم للجميع بشكل متساوي. وكان فوكوزاوا يوكيتشي هو مؤسس جامعة كيئو أول جامعة في اليابان.

## روابط خارجية
- فوكوزاوا يوكيتشي على موقع الموسوعة البريطانية (الإنجليزية)